# アラゼヤ川
アラゼヤ川（アラゼヤがわ、Alazeya、ロシア語: Алазея、サハ語: Алаһыай）は、ロシアのシベリア北東部のサハ共和国を流れる川である。コリマ川とインディギルカ川の間を並行し、北極海沿岸のツンドラ地帯を南北に貫く。流域は湿地帯で24,000か所以上の湖がある。
アラゼヤ高原でネリカン川（Nelkan）とカディルチャン川（Kadylchan）の合流で生まれ、ロガシキノ港（Logashkino）で東シベリア海に注ぐ。9月終わりから10月初めにかけ凍結し、5月末から6月初めには融ける。主な支流にロソーハ川（Rossokha）がある。